# Museo Arqueológico de Laurion
El Museo Arqueológico de Laurion es un museo que está en Lavrio, en la región del Ática, en Grecia. Fue inaugurado en 1999. 
El edificio fue construido en la década de 1970 e inicialmente funcionó como comercio de antigüedades hasta que se convirtió en museo.

## Colecciones

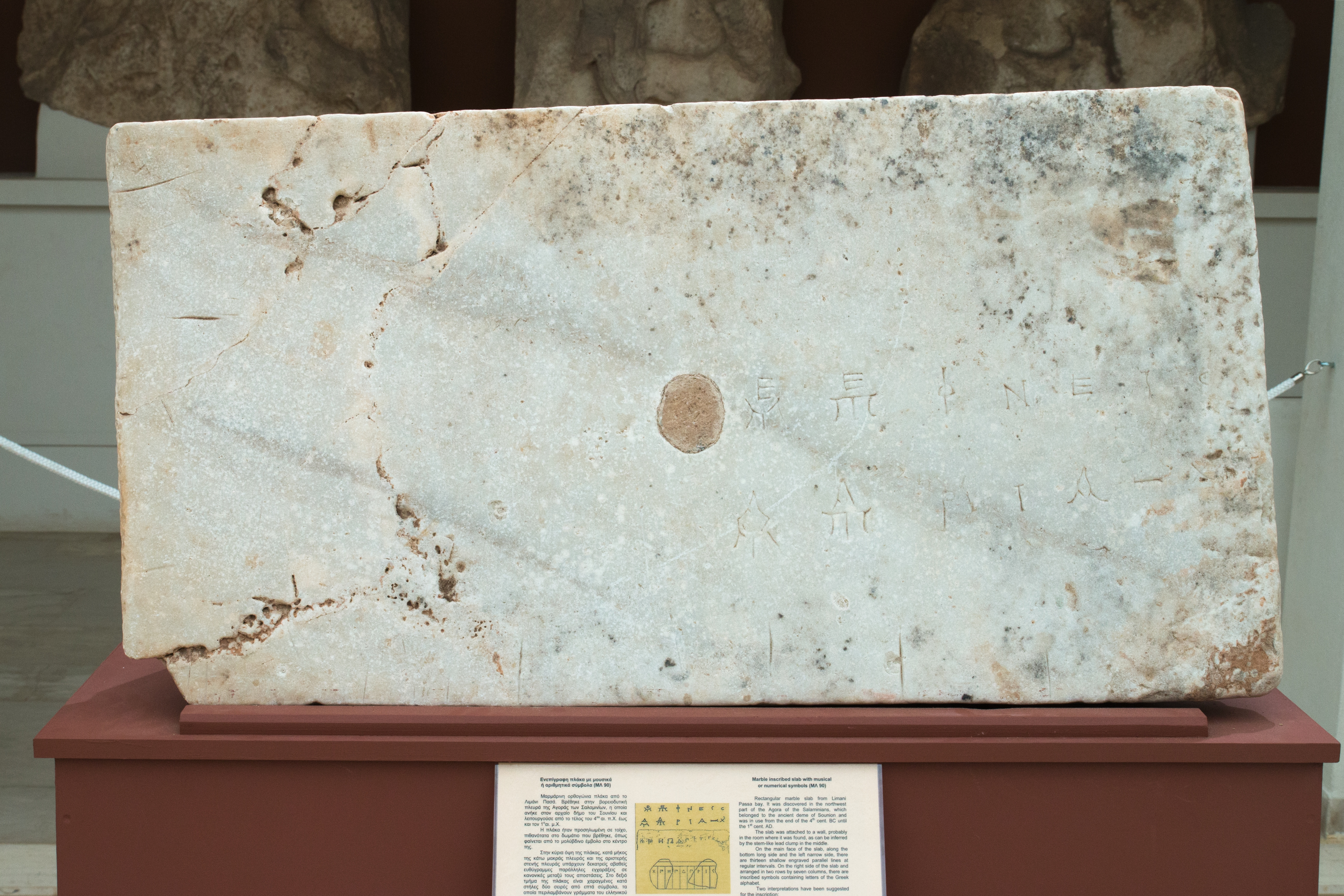
Bloque de mármol con una inscripción, interpretada bien como signos musicales o bien como signos numéricos.

El museo contiene una colección de objetos que permite exponer la historia de la zona. Abarcan un marco temporal comprendido entre la prehistoria y el siglo VI.
Una de las salas está dedicada a la actividad de las minas de Laurion y de los procesos metalúrgicos asociados a ellas. Entre los objetos más importantes se encuentran varias antiguas inscripciones referentes a la actividad de las minas. 
La segunda sala alberga hallazgos del periodo neolítico de la cueva de Kitsos entre los que hay recipientes, herramientas y joyas. Por otra parte, se exponen ajuares funerarios procedentes de necrópolis de Tórico y del área del cabo Sunio de periodos comprendidos entre los siglos VIII y IV a. C. 
También se exponen en el museo algunos objetos procedentes de santuarios como estatuas votivas y estelas funerarias halladas en otros yacimientos antiguos del municipio actual de Lavreotikí. Particularmente destacables son los elementos arquitectónicos del templo de Poseidón del cabo Sunio. 
Otra pieza destacable es un mosaico cuya cronología oscila entre los siglos IV y V procedente de una basílica de Laurion.